# Čtvrtá vláda Jana Petera Balkenenda

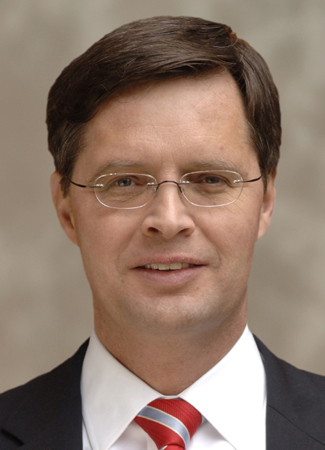
Předseda vlády Jan Peter Balkenende

Čtvrtá vláda Jana Petera Balkenenda byla od 22. února 2007 do 14. října 2010 vládou Nizozemského království. Vládu tvořila koalice Křesťanskodemokratické výzvy (CDA), Strany práce (PvdA) a Křesťanské unie (CU). Jednalo se v pořadí o čtvrtý kabinet pod vedením Jana Petera Balkenenda z Křesťanskodemokratické výzvy (CDA).
Vláda se rozpadla 20. února 2010 kvůli sporům o prodloužení nizozemské vojenské mise v Afghánistánu. Strana práce (PvdA) následně koalici opustila a 9. června byly vyhlášeny předčasné volby. 14. října se následně vlády ujal nový kabinet pod vedením Marka Rutta z Lidové strana pro svobodu a demokracii (VVD).

## Složení vlády
| Portfej | Ministr/yně                       | Strana | Strana | Nástup do úřadu | Odchod z úřadu  |
| --- | --------------------------------- | ------ | ------ | --------------- | --------------- |
| Předseda vlády a ministr všeobecných záležitostí                                                                                     | Jan Peter Balkenende              |        | CDA    | 22. února 2007  | 14. října 2010  |
| Místopředseda vlády | Wouter Bos                        |        | PvdA   | 22. února 2007  | 14. října 2010  |
| Ministr financí | Wouter Bos                        |        | PvdA   | 22. února 2007  | 20. února 2010  |
| Ministr financí | Jan Kees de Jager (úřadující)     |        | CDA    | 23. února 2011  | 14. října 2010  |
| Místopředseda vlády a ministr bez portfeje pro mládež a rodinu (gesce M. zdravotnictví, sociálního zabezpečení a sportu)             | André Rouvoet                     |        | CU     | 22. února 2007  | 14. října 2010  |
| Ministr školství, kultury a vědy | Ronald Plasterk                   |        | PvdA   | 22. února 2007  | 20. února 2010  |
| Ministr školství, kultury a vědy | André Rouvoet (úřadující)         |        | CU     | 23. února 2010  | 14. října 2010  |
| Ministr zahraničních věcí | Maxime Verhagen                   |        | CDA    | 22. února 2007  | 14. října 2010  |
| Ministr spravedlnosti | Ernst Hirsch Ballin               |        | CDA    | 22. února 2007  | 14. října 2010  |
| Ministr/yně vnitra a záležitostí království                                                                                          | Guusje ter Horstová               |        | PvdA   | 22. února 2007  | 20. února 2010  |
| Ministr/yně vnitra a záležitostí království                                                                                          | Ernst Hirsch Ballin (úřadující)   |        | CDA    | 23. února 2010  | 14. října 2010  |
| Ministr vnitra | Eimert van Middelkoop             |        | CU     | 22. února 2007  | 14. října 2010  |
| Ministr bez portfeje pro bytovou politiku, komunity a integraci (gesce M. bytové politiky, územního plánování a životního prostředí) | Eberhard van der Laan             |        | PvdA   | 22. února 2007  | 20. února 2010  |
| Ministr bez portfeje pro bytovou politiku, komunity a integraci (gesce M. bytové politiky, územního plánování a životního prostředí) | Eimert van Middelkoop (úřadující) |        | CU     | 23. února 2010  | 14. října 2010  |
| Ministr dopravy, veřejných prací a vodohospodářství                                                                                  | Camiel Eurlings                   |        | CDA    | 22. února 2007  | 14. října 2010  |
| Ministryně hospodářství | Maria van der Hoevenová           |        | CDA    | 22. února 2007  | 14. října 2010  |
| Ministryně zemědělství, přírody a kvality vod                                                                                        | Gerda Verburgová                  |        | CDA    | 22. února 2007  | 14. října 2010  |
| Ministr práce a sociálních věcí | Piet Hein Donner                  |        | CDA    | 22. února 2007  | 14. října 2010  |
| Ministr zdravotnictví, sociálního zabezpečení a sportu                                                                               | Ab Klink                          |        | CDA    | 22. února 2007  | 14. října 2010  |
| Ministryně územního plánování a životního prostředí                                                                                  | Jacqueline Cramerová              |        | PvdA   | 22. února 2007  | 20. února 2010  |
| Ministryně územního plánování a životního prostředí                                                                                  | Tineke Huizingaová (úřadující)    |        | CU     | 23. února 2010  | 14. října 2010  |
| Ministr bez portfeje pro rozvojovou spolupráci (gesce M. zahraničních věcí)                                                          | Bert Koenders                     |        | PvdA   | 22. února 2007  | 20. února 2010  |
| Portfej | Státní tajemník/ice               | Strana | Strana | Nástup do úřadu | Odchod z úřadu  |
| Státní tajemník pro evropské záležitosti (gesce M. zahraničních věcí)                                                                | Frans Timmermans                  |        | PvdA   | 22. února 2007  | 20. února 2010  |
| Státní tajemník pro zahraniční obchod (gesce M. hospodářství)                                                                        | Frank Heemskerk                   |        | PvdA   | 22. února 2007  | 20. února 2010  |
| Státní tajemník pro fiskální záležitosti (gesce M. financí)                                                                          | Jan Kees de Jager                 |        | CDA    | 22. února 2007  | 14. října 2010  |
| Státní tajemnice pro imigraci (gesce M. spravedlnosti)                                                                               | Nebahat Albayraková               |        | PvdA   | 22. února 2007  | 20. února 2010  |
| Státní tajemnice pro záležitosti království (gesce M. vnitra a záležitostí království)                                               | Ank Bijleveldová                  |        | CDA    | 22. února 2007  | 14. října 2010  |
| Státní tajemnice pro střední školství (gesce M. školství, kultury a vědy)                                                            | Marja van Bijsterveldtová         |        | CDA    | 22. února 2007  | 14. října 2010  |
| Státní tajemnice pro péči o děti základní školství (gesce M. školství, kultury a vědy)                                               | Sharon Dijksmaová                 |        | PvdA   | 22. února 2007  | 20. února 2010  |
| Státní tajemník pro armádní zaměstnance (gesce M. obrany)                                                                            | Jack de Vries                     |        | CDA    | 22. února 2007  | 14. května 2010 |
| Státní tajemnice pro vodohospodářství (gesce M. dopravy, veřejných prací a vodohospodářství)                                         | Tineke Huizingaová                |        | CU     | 22. února 2007  | 14. října 2010  |
| Státní tajemnice pro státní příjmy (gesce M. práce a sociálních věcí)                                                                | Jetta Klijnsmaová                 |        | PvdA   | 22. února 2007  | 20. února 2010  |
| Státní tajemnice pro péči a důchodce (gesce M. zdravotnictví, sociálního zabezpečení a sportu)                                       | Jet Bussemakerová                 |        | PvdA   | 22. února 2007  | 20. února 2010  |